# Susanne Böhm
Susanne Böhm, geborene Hoppe (* 2. Juni 1977 in Köthen), ist eine deutsche Journalistin und Fernsehmoderatorin.

## Leben
Von 2001 bis 2005 studierte sie Journalistik an der Universität Hamburg und absolvierte im Anschluss daran einen Masterstudiengang an der Hamburg Media School. Parallel zum Studium moderierte Susanne Böhm das SAT.1-Boulevard-Magazin Blitz und arbeitete als Stylistin für das Pro7-Mittagsmagazin Avenzio – schöner Leben!
Seit 2006 präsentiert sie bei RTL Nord – im Wechsel mit Kollegen – die Sendung RTL Nord. In ihrem Talk-Format Susanne trifft! interviewt die Fernsehjournalistin seit 2009 Schauspieler, Musiker und andere Prominente an Hamburger Locations. Böhm hat zwei Kinder aus der Ehe mit Chris Böhm.